# 下罗镇
下罗镇，原为下罗乡，是中华人民共和国四川省宜宾市珙县曾经下辖的一个镇。2019年8月，撤销下罗镇，将其所属行政区域划归上罗镇管辖。

## 行政区划
下罗镇撤销前下辖以下地区：
下罗社区村、梧桐村、秧田村、五星村、建新村、育贤村、均田村、田村、合理村、保平村、兴隆社区村、农利村、活龙村、公平村和粮坝村。